# جونغو فوجيموتو
جونغو فوجيموتو (藤 本 淳 吾)، ولد في 24 مارس 1984 في ياماتو،كاناغاوا هو لاعب كرة قدم ياباني، الذي يلعب حالياً ليوكوهاما مارينوس.

## روابط خارجية
- جونغو فوجيموتو على موقع الاتحاد الدولي (مؤرشف)  (الإنجليزية)
- جونغو فوجيموتو على موقع رابطة كرة القدم اليابانية للمحترفين (اليابانية)
- جونغو فوجيموتو على موقع قاعدة بيانات كرة القدم.إي يو (الإنجليزية)
- جونغو فوجيموتو على موقع ناشيونال فوتبول تيمز (الإنجليزية)
- جونغو فوجيموتو على موقع Soccerway.com (الإنجليزية)
- جونغو فوجيموتو على موقع عالم كرة القدم.نت (الإنجليزية)

1. ↑  "معلومات عن جونغو فوجيموتو على موقع scoresway.com". scoresway.com. مؤرشف من الأصل في 2018-02-26.
2. ↑  "معلومات عن جونغو فوجيموتو على موقع int.soccerway.com". int.soccerway.com. مؤرشف من الأصل في 2019-04-26.
3. ↑  "معلومات عن جونغو فوجيموتو على موقع ameblo.jp". ameblo.jp. مؤرشف من الأصل في 2018-10-12.

- FIFA Statistics